# YouPorn
YouPorn là một trang web chia sẻ video khiêu dâm miễn phí đồng thời là một trong 100 trang web được truy cập nhiều nhất trên thế giới. Từ lúc ra mắt vào tháng 8 năm 2006, nó đã phát triển thành trang web khiêu dâm phổ biến nhất trên internet. Vào tháng 11 năm 2007, nó đã trở thành trang web khiêu dâm miễn phí lớn nhất. Tính đến tháng 2 năm 2013, nó là trang web phổ biến thứ 83 nói chung và là trang web khiêu dâm phổ biến thứ năm. Trong bảng xếp hạng của trang web khiêu dâm, nó đã vượt qua trong bảng xếp hạng các trang web đối thủ cạnh tranh xHamster, XVideos, và Pornhub, cũng như người lớn trang web webcam LiveJasmin.
Trang web này hoàn toàn miễn phí và được hỗ trợ quảng cáo với doanh thu quảng cáo hàng tháng ước tính là 120.000 USD trong năm 2007 